# Буян (Крутіхинський район)
Буя́н (рос. Буян) — село у складі Крутіхинського району Алтайського краю, Росія. Адміністративний центр Новодубровської сільської ради.

## Населення
Населення — 666 осіб (2010; 878 у 2002).
Національний склад (станом на 2002 рік):
- росіяни — 91 %